# 什蒂烏別尼鄉
47°58′N 26°47′E / 47.967°N 26.783°E
什蒂烏別尼鄉（羅馬尼亞語：Comuna Știubieni, Botoșani），是羅馬尼亞的鄉份，位於該國東北部，由博托沙尼縣負責管轄，面積49平方公里，海拔高度95米，2007年人口2,906，人口密度每平方公里59人。